# Michael Boroš
Pour les articles homonymes, voir Boros.
Michael Boroš (né le 9 août 1992) est un coureur cycliste tchèque spécialisé dans la pratique du cyclo-cross, membre de l'équipe Elkov-Kasper.

## Biographie
Michael Boroš naît le 9 août 1992 en République tchèque.
Il termine 2e du championnat de République tchèque sur route juniors en 2010, puis 3e en 2012 chez les espoirs. En 2014, il termine 7e de la Course de la Paix espoirs. Il est membre du l'équipe amateur tchèque ČEZ Cyklo Tábor jusqu'au 7 avril 2015. Le 8 avril 2015, il fait son entrée dans l'équipe continentale belge Beobank-Corendon,.

## Palmarès en cyclo-cross
- 2007-2008
  - 2e du championnat de République tchèque de cyclo-cross cadets
- 2012-2013
  - Cyclo-cross International Podbrezová, Podbrezová
- 2013-2014
  - Toi Toi Cup #4, Hlinsko
  - Toi Toi Cup #7, Slaný
  - 2e du championnat de République tchèque de cyclo-cross
- 2014-2015
  - Toi Toi Cup #1, Loštice
  - Toi Toi Cup #3, Unicov
  - Toi Toi Cup #7, Milovice
  - Int.Radquerfeldein GP Lambach, Stadl-Paura
  - 3e du championnat de République tchèque de cyclo-cross
- 2016-2017
  -  Champion de République tchèque de cyclo-cross
  - Toi Toi Cup #1, Tábor
  - 7e du championnat du monde de cyclo-cross
- 2017-2018
  -  Champion de République tchèque de cyclo-cross
  - 7e du championnat d'Europe de cyclo-cross
- 2018-2019
  -  Champion de République tchèque de cyclo-cross
- 2019-2020
  - Classement général de la Toi Toi Cup : 
    - Toi Toi Cup #3, Holé Vrchy
    - Toi Toi Cup #6, Jabkenice
- 2020-2021
  -  Champion de République tchèque de cyclo-cross
  - Classement général de la Toi Toi Cup : 
    - Toi Toi Cup #1, Mladá Boleslav
    - Toi Toi Cup #4, Rýmařov
- 2021-2022
  -  Champion de République tchèque de cyclo-cross
  - Classement général de la Toi Toi Cup : 
    - Toi Toi Cup #1, Mladá Boleslav
    - Toi Toi Cup #3, Slaný
    - Toi Toi Cup #4, Rýmařov
    - Toi Toi Cup #5, Veselí nad Lužnicí
    - Toi Toi Cup #6, Jičín
- 2022-2023
  -  Champion de République tchèque de cyclo-cross
  - Toi Toi Cup #1, Holé Vrchy
  - Toi Toi Cup #2, Hlinsko
  - 7e du championnat d'Europe de cyclo-cross
- 2023-2024
  -  Champion de Tchéquie de cyclo-cross
  - Toi Toi Cup #2, Mladá Boleslav
  - Toi Toi Cup #3, Jičín
  - Toi Toi Cup #4, Holé Vrchy
  - Toi Toi Cup #6, Hlinsko
  - 7e du championnat du monde de cyclo-cross
- 2024-2025
  -  Champion de Tchéquie de cyclo-cross
  - HSF System Cup #2, Hlinsko
  - HSF System Cup #3, Kolín
  - HSF System Cup #4, Rýmařov
  - Grand Prix Středočeského Kraje CX, Čáslav
  - Grand Prix Pilsen, Plzeň
  - 4e du championnat d'Europe de cyclo-cross en relais mixte
  - 8e du championnat d'Europe de cyclo-cross

## Palmarès sur route

### Par années
- 2010[1]
  - 2e du championnat de République tchèque sur route juniors
- 2012
  - 2e du championnat de République tchèque sur route espoirs
- 2013
  -  Champion de République tchèque sur route espoirs
- 2016
  - 1rea étape du Tour de Namur (contre-la-montre par équipes)
- 2022
  - Mémoriał Jana Magiery
  - 2e du Mémorial Henryk Łasak
- 2023
  - Grand Prix Vorarlberg
  - 3e du Visegrad 4 Bicycle Race-GP Slovakia
- 2024
  - 2e du Grand Prix Vorarlberg
- 2025
  - 3e du Visegrad 4 Bicycle Race-GP Slovakia

### Classements mondiaux
| Année                                 | 2012  | 2013  | 2014 | 2015 | 2016 | 2017  | 2018  | 2019  | 2020 | 2021  | 2022 | 2023 | 2024  |
| ------------------------------------- | ----- | ----- | ---- | ---- | ---- | ----- | ----- | ----- | ---- | ----- | ---- | ---- | ----- |
| Classement mondial                    |       |       |      |      | nc   | 2573e | 2937e | 1345e | nc   | 2718e | 489e | 693e | 1293e |
| UCI Europe Tour                       | 1141e | 1082e | 892e | nc   | nc   | 1774e | 1941e | 924e  | nc   | 1774e | 388e | nc   | nc    |
|                                       |       |       |      |      |      |       |       |       |      |       |      |      |       |
| Légende : nc = non classéSource : UCI |       |       |      |      |      |       |       |       |      |       |      |      |       |